# Cristin Milioti
Cristin Milioti (Cherry Hill, 16 augustus 1985) is een Amerikaans actrice en zangeres. Ze won in 2013 een Grammy Award (Best Musical Theater Album) voor haar aandeel in de musical Once. Hiervoor werd ze een jaar eerder al genomineerd voor de Tony Award voor beste musicalactrice. Milioti debuteerde in 2006 voor de camera met een eenmalige gastrol als Megan Rafferty in de dramaserie 3 lbs.. Haar eerste filmrol volgde een jaar later, als Didi in Greetings from the Shore.
Milioti begon met acteren toen ze op de middelbare school zat. Ze is actief in zowel films, televisieseries als het theater. Naast filmrollen en wederkerende televisiepersonages, speelde ze eenmalige (gast)rollen in onder meer The Good Wife, 30 Rock, Nurse Jackie en Black Mirror.

## Filmografie
*Exclusief televisiefilms
- Palm Springs (2020)
- Breakable You (2017)
- It Had to Be You (2015)
- The Occupants (2014)
- The Wolf of Wall Street (2013)
- Bert and Arnie's Guide to Friendship (2013)
- The Brass Teapot (2012)
- Sleepwalk with Me (2012)
- Year of the Carnivore (2009)
- Greetings from the Shore  (2007)

## Televisieseries
*Exclusief eenmalige gastrollen
- The Penguin - Sofia Falcone (2024, 8 afleveringen)
- No Activity - Frankie (2018, 8 afleveringen)
- Black Mirror - Nanette Cole (2017-2025, 2 afleveringen)
- The Venture Bros. - Verschillende personages (2016-2018, 9 afleveringen, stem)
- The Mindy Project - Whitney (2015-2016, 5 afleveringen)
- Fargo - Betsy Solverson (2015, 9 afleveringen)
- A to Z - Zelda Vasco (2014-2015, 13 afleveringen)
- How I Met Your Mother - Tracy McConnell (2013-2014, 25 afleveringen)
- The Unusuals - Tekenaar (2009, 3 afleveringen)
- The Sopranos - Catherine Sacrimoni (2006-2007, 3 afleveringen)

- Gemeinsame Normdatei: 1338071408
- International Standard Name Identifier: 0000 0001 1176 2068
- Library of Congress Control Number: no2011006918
- MusicBrainz: 56f8bdda-33f6-4bf5-96c4-7c7d4e190d31
- Nationale Bibliotheek van Israël: 987007404237805171
- Virtual International Authority File: 162592989
- WorldCat: E39PBJtRMrtGPB9H7WdDbfdmh3